# Alain Choquart
Pour les articles homonymes, voir Choquart.
 (novembre 2017).
Si vous disposez d'ouvrages ou d'articles de référence ou si vous connaissez des sites web de qualité traitant du thème abordé ici, merci de compléter l'article en donnant les références utiles à sa vérifiabilité et en les liant à la section « Notes et références ».
Alain Choquart, né le 26 septembre 1960 à Sablé-sur-Sarthe, est un chef opérateur français devenu réalisateur et scénariste, puis écrivain. Il est notamment connu pour son association avec Bertrand Tavernier avec qui il tourne dix films.

## Biographie
Fils de conseiller agricole, Alain Choquart naît dans la Sarthe où il passe son enfance en milieu rural.
À l’entrée au collège, il quitte le monde des campagnes pour vivre à Aulnay-sous-Bois. Il est reçu à 16 ans au concours de l’École nationale de cinéma Louis Lumière.
Il entre dans l’équipe de Pierre-William Glenn (chef opérateur de Truffaut, Pialat, Tavernier, Corneau, Boisset, Losey…) et enchaîne de nombreux tournages comme assistant caméra puis cadreur (Allons z’enfants, Le Choix des armes, Coup de torchon, Le Prix du danger, L'Étoile du Nord, Tir groupé, Mississippi Blues…)
Devenu jeune chef opérateur, il accompagne des réalisateurs débutants (Patricia Mazuy, Moussa Touré…) et sa carrière est marquée par une collaboration avec Bertrand Tavernier (La Vie et rien d’autre, La Guerre sans nom, L.627, L’Appât, Capitaine Conan, Ça commence aujourd'hui, Laissez-passer, Holy Lola...), alternant par ailleurs avec des films africains à petit budget et de nombreuses pubs et clips (Gainsbourg, Renaud, Eurythmics, Eddy Mitchell…). Attaché à l’Afrique du Sud depuis l’adolescence, il y tourne et signe l’image du dernier film de son ami John Berry, Boesman and Lena, adapté d’Athol Fugard, avec Danny Glover et Angela Bassett.
Au cours des années 2010, il décide de se consacrer à l’écriture et s'installe dans la vallée du Rhône. Il est élu conseiller municipal d’un village rural de la Drôme et mène des actions culturelles avec des populations isolées (sans-abri, paysans). Il crée en 2012 le festival « De l’écrit à l’écran » dans le bassin de Montélimar et met en place des ateliers d’éducation à l’image, à la fois dans les établissements scolaires, dans les quartiers populaires et dans les zones rurales.
Outre plusieurs co-écritures primées (L’enfer de von Bülow à Genève, Les traces, finaliste grand prix du meilleur scénariste 2013), il travaille principalement à son propre projet, Une rivière verte et silencieuse. En 2011, le scénario est sélectionné pour le Co Production Market du festival de Berlin et est primé au grand prix du meilleur scénariste (Sopadin). Le film, tourné en 2014 en français, anglais et zoulou (production Le Bureau) recrée la vie d’une communauté rurale de l’Afrique du Sud post-apartheid. Les rôles principaux sont interprétés par Peter Sarsgaard, Jérémie Renier, Emily Mortimer, Liam Cunningham et Claude Rich. Le film sort le 6 mai 2015 sous le titre Ladygrey.
Il se consacre par la suite à l'écriture, et publie son premier roman, intitulé Cette terre que je croyais mienne, en octobre 2022.

## Filmographie

### Chef opérateur
- 1984 : L'Intrus de Irene Jouannet
- 1987 : L'Homme le plus gentil du monde (court-métrage)
- 1987 : Ubac
- 1988 : Le Client (court-métrage)
- 1989 : Constance (court-métrage)
- 1990 : Il n'y a guère que les actions qui montent (court-métrage)
- 1990 : Le Silence d'ailleurs de Guy Mouyal
- 1991 : Toubab Bi de Moussa Touré
- 1991 : Zani de Simon Reggiani
- 1991 : Simon courage
- 1991 : Mohamed Bertrand-Duval de Alex Métayer
- 1992 : La Guerre sans nom de Bertrand Tavernier
- 1992 : L.627 de Bertrand Tavernier
- 1993 : De force avec d'autres de Simon Reggiani
- 1994 : Le Ballon d'or de Cheik Doukouré
- 1995 : L'Appât de Bertrand Tavernier
- 1995 : Les Trois Frères de Didier Bourdon et Bernard Campan
- 1996 : Ma femme me quitte de Didier Kaminka
- 1996 : Capitaine Conan de Bertrand Tavernier
- 1997 : Un arbre dans la tête (TV)
- 1997 : Quand le chat sourit (TV)
- 1998 : TGV de Moussa Touré
- 1999 : Ça commence aujourd'hui de Bertrand Tavernier
- 1999 : Tôt ou tard de Anne-Marie Étienne
- 2000 : Boesman et Lena (Boesman & Lena) de John Berry
- 2001 : Pas d'histoires
- 2001 : Mon père, il m'a sauvé la vie de José Giovanni
- 2001 : Histoires de vies brisées : Les « double peine » de Lyon
- 2002 : Laissez-passer de Bertrand Tavernier
- 2004 : Holy Lola de Bertrand Tavernier

### Comme réalisateur
- 2005 : La Vie devant nous (série télévisée)
- 2006 : Même âge, même adresse (série télévisée)
- 2008 : RIS, police scientifique (série télévisée)
- 2010 : Vidocq (série télévisée)
- 2015 : Lady Grey

## Publications
- Cette terre que je croyais mienne, Les Arènes, 20 octobre 2022 (ISBN 1-037-50598-0)